# Wildenberg (Adelsgeschlecht)
Die Herren von Wildenberg (auf Niederländisch Heren van den Wildenberg) in der Eifel, die erstmals 1235 unter diesem Namen begegnen, waren bis 1328 Inhaber einer Kleinherrschaft, die sich im Südwesten des heutigen Nordrhein-Westfalens von der heutigen belgische Grenze im Westen bis vor die Tore der Abtei Steinfeld im Osten erstreckte. Residenz war die namensgebende Wildenburg.

## Die Herren von Burg und Herrschaft

### Dynasten
Bis um 1170 war das Gebiet in der Hand der Grafen bzw. Herzöge von Herzogtum Limburg (heute Belgien). Danach übten die Dynasten von Reifferscheid die Herrschaft aus. Von diesen zweigten die Dynasten von Wildenberg ab:
- 1234–1271 Philipp II. von Wildenberg (senior)
- 1270–1284 Gerhard von Wildenberg
- 1277–1310 Johann von Wildenberg
- 1311–1328 Philipp von Wildenberg

Die Herren von Wildenberg verfügten neben ihrem Kernland über Fernbesitz an Rhein und Mosel, im Hunsrück und an anderen Orten der Eifel. Im Hunsrück gründete Philipp (senior) das Kloster Engelport. Philipp war mit Irmgard von Braunshorn verheiratet, die ihm den Besitz im Hunsrück zubrachte. Er war ein hochangesehener Zeuge, Vermittler und Bürge nicht nur für benachbarte Herren, sondern auch etwa für den Herzog von Limburg, die Grafen von Jülich, von Sponheim und den Erzbischof von Köln, zu dessen ständigem Beraterkreis er zählte.
Sein Sohn Friedrich lebte als Ritter des Deutschen Ordens in Preußen.
Johann von Wildenberg kämpfte 1288 in der Schlacht von Worringen.
Sein Sohn Philipp von Wildenberg war Zeuge, als 1323 im Hause des Deutschen Ordens in Köln der Ehevertrag zwischen Margarethe von Holland und König Ludwig dem Bayern abgeschlossen wurde. Als Philipp, ein Verwandter und Freund des Grafen Wilhelm von Jülich, mit dem er sich auch auf Preußenfahrt begeben hatte, 1328 im Kampf umkam, bedeutete dies das Ende dieser Dynastie.
Die Tochter Katharina von Wildenberg und ihr Ehemann Oyst von Elsloo überließen im Jahre 1335 in einem Tauschgeschäft allen Besitz nördlich der Mosel einschließlich der Burg dem Grafen von Jülich. Wildenberg wurde so eine Jülicher Unterherrschaft.

### Unterherren
Als Unterherren Jülichs begegnen:
- 1367–1398 Edmund von Engelsdorf
- 1398–1415 Dietrich von Engelsdorf

Marsilius IV. von Pallandt (Ölgemälde, Schloss Eicks)

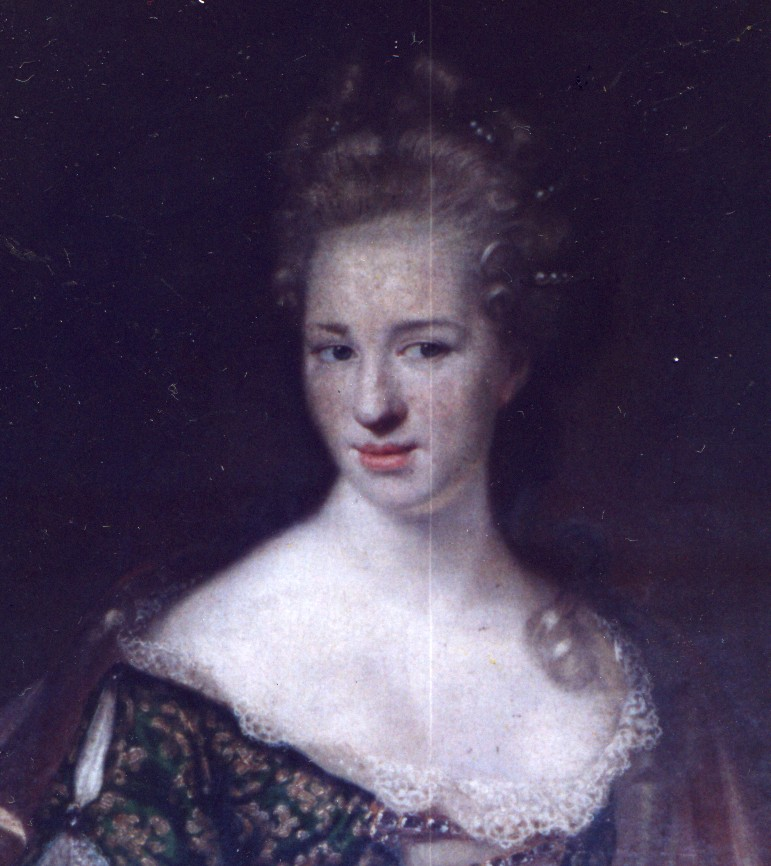
Anna Franziska von Pallandt (Tochter von Marsilius IV.)

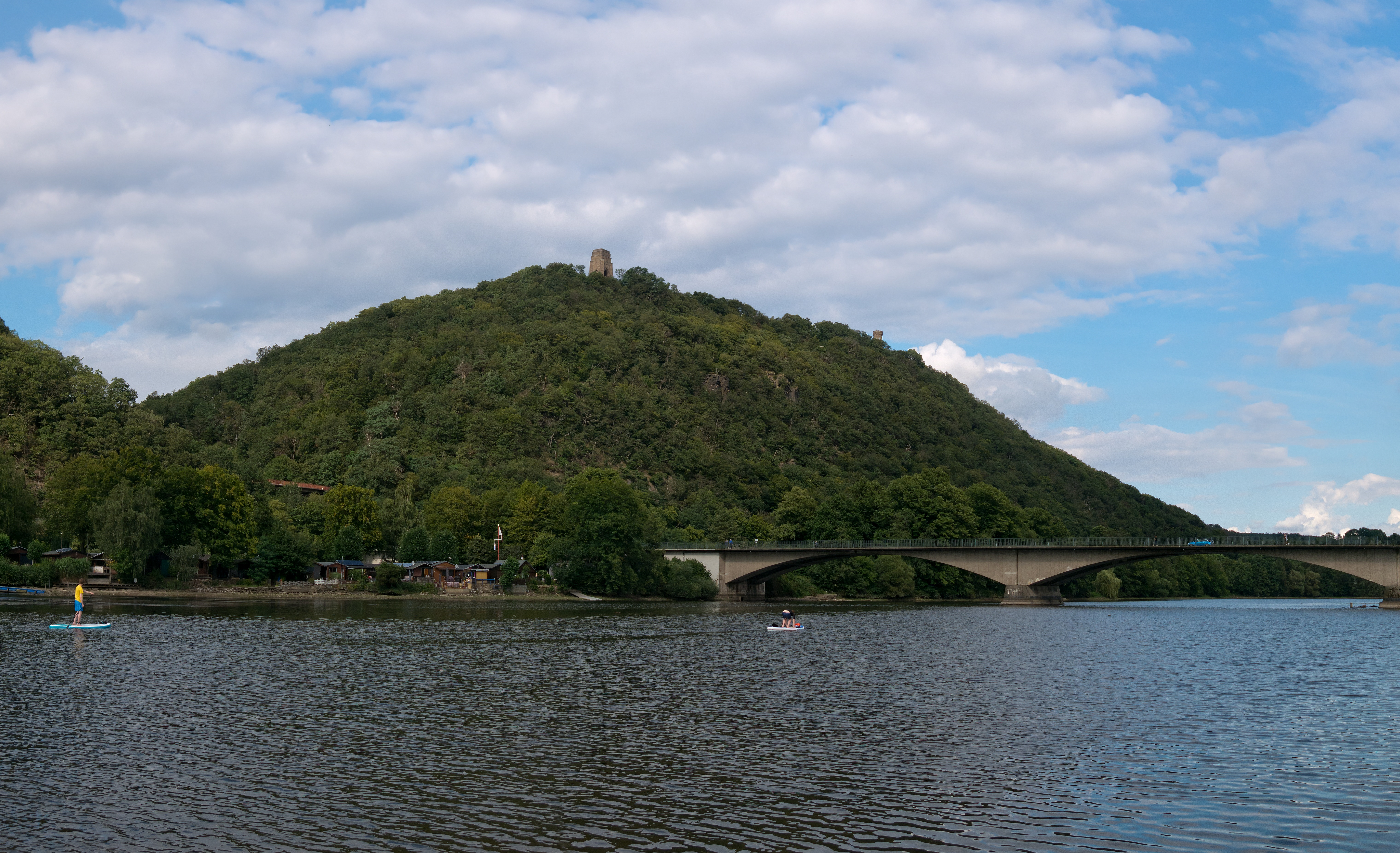
Hermann Dietrich von Syberg (Ehemann der Anna Franziska von Pallandt)

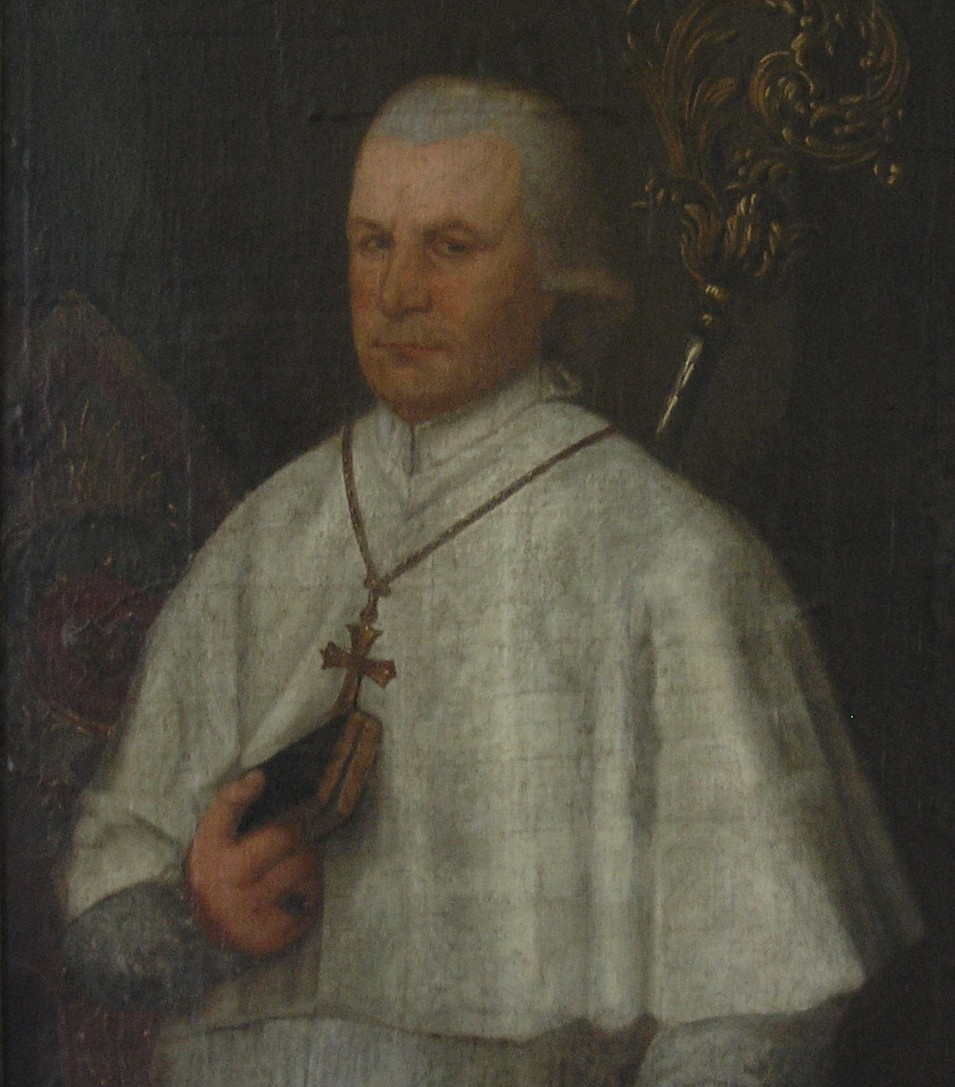
Abt Gilbert Surges

- 1416 Werner II. von Pallandt und Simon von Birgel je zur Hälfte
- 1417 Karsil III. von Pallandt (Sohn Werners II:) und Simon von Birgel je zur Hälfte
- 1438/39 Karsill III. von Pallandt
- 1456 Dietrich von Pallandt (Sohn Werners II.)
- 1461/1470 Dietrich von Pallandt (1477 Belehnung) und sein Bruder Johann I. junior von Pallandt je zur Hälfte
- 1479 Dietrich von Pallandt und Johann II. von Pallandt je zur Hälfte
- 1514/1524 Johann III. von Pallandt (Hälfte)
- 1530 Daem von Pallandt (erhält Hälfte seines Vaters Johann III.)
- 1533 Nach Tod Johanns III. fällt diese Hälfte zurück in die Erbmasse und bleibt ungeteilt. Sie soll der Versorgung der geistlichen Söhne (Edmund, Reinhard und Dietrich) dienen.
- 1547 Aug. Belehnung Floris I. von Pallandt (Urenkel Dietrichs) Graf von Culemborg (Niederlande) (Hälfte)
- 1547 Dez. Belehnung Werner von Pallandt (Sohn Johanns III.) für sich und die übrigen männlichen Nachkommen seines Vaters (Hälfte)
- 1556 Belehnung Floris I. von Pallandt Graf von Culemborg (Hälfte)

Die Erben des 1639 kinderlos verstorbenen Floris II. von Pallandt können sich nicht im Besitz Wildenburgs behaupten. Die ganze Herrschaft ist in der Hand der Erben Johanns III. von Pallandt, der sogenannten Wachendorfer Linie:
- 1563 Juni Belehnung Johann IV. von Pallandt, Daem von Pallandt und Kinder von Marsil I. von Pallandt (je ein Drittel)
- 1563 Sept. Daem von Pallandt ertauscht das Drittel des Johann von Pallandt, hat also jetzt zwei Drittel.
- 1572 Brüder Marsilius II. und Werner von Pallandt (ein Drittel)
- 1572 Juli Belehnung Hartard von Pallandt (Sohn von Daem) (zwei Drittel)
- 1588 Werner von Pallandt (ein Drittel)
- 1601 Marsil II. von Pallandt (ein Drittel)
- nach 1606 Erbstreitigkeiten unter dessen Söhnen
- 1615 Die drei Töchter des Hartard von Pallandt, verheiratet mit Peter Ernst von Rollingen, Samson von Warsberg und Adam von Schwarzenberg, erben je zwei Neuntel.
- 1623 Johann Franz, Florenz Ernst und Otto Hartard von Rollingen (Söhne von Peter Ernst) erben je zwei Siebenundzwanzigstel.
- 1625 Wolf Adolf von Eynatten (Erbe von Warsberg) (zwei Neuntel)
- 1643 Marsilius IV. von Pallandt (Sohn von Marsilius II.) (ein Drittel)
- 1655 Marsilius IV. von Pallandt erwirbt die zwei Neuntel der Familie von Eynatten und besitzt somit fünf Neuntel. Die zwei Neuntel von Schwarzenberg gehen an Rollingen, das somit vier Neuntel besitzt.
- 1660 Florenz Hartard von Rollingen (Sohn von Johann Franz) und Marsilius IV. von Pallandt je zur Hälfte
- 1669 Mit dem Tod von Marsilius IV. von Pallandt ist diese Familie in Wildenburg erloschen. Das Erbe fällt an Amalia Raba von Pallandt (Tochter von Marsilius IV.), Johann Gottfried von Geldern zu Arcen, Hermann Dietrich von Syberg und Werner Adolf von Pallandt (Schwiegersöhne von Marsilius IV. (Hälfte)
- 1670 Adolf Alexander von Hatzfeld (Ehemann der Amalia Raba von Pallandt) (Hälfte)
- 1671 Adolf Alexander von Hatzfeld und Heinrich von Rollingen (Bruder von Florenz Hartard) je zur Hälfte
- 1683 Belehnung Florenz Hartard von Rollingen und Adolf Alexander von Hatzfeld je zur Hälfte
- 1687 Hermann Dietrich von Syberg (Hälfte)
- 1700 Johann Ernst von Rollingen (Sohn von Florenz Hartard) (Hälfte) und Anna Franziska von Syberg geb. von Pallandt mit ihrem Sohn Ferdinand Adolf (Hälfte)
- 1704 Johann Friedrich von Schaesberg (Adelsgeschlecht) (Hälfte nach Erwerb von Ferdinand Adolf von Syberg)
- 1706 Johann Friedrich von Schaesberg (ganze Herrschaft nach Erwerb der Hälfte von Johann Ernst von Rollingen)
- 1715–1802 Die Äbte von Steinfeld (Nach Kauf von Schaesberg):
  - Michael Kuell (1693–1732)
  - Christian Steinhewer (1732–1744)
  - Johann Lohelius Begasse (1744–1750)
  - Gabriel Hilgers (1750–1766)
  - Evermodus Claessen (1766–1784)
  - Felicius Adenau (1784–1790)
  - Gilbert Surges (1790–1822)

Aus der verwirrenden Fülle der Unterherren sind einige besonders erwähnenswert. Nach der Verwaltung Wildenburgs durch den Markgrafen von Jülich selber tritt als erster Unterherr Edmund von Engelsdorf in Erscheinung. Er erhält 1380 die Erlaubnis, in der Burgkapelle das Sakrament der Eucharistie aufzubewahren.
Daem von Pallandt wohnte zu Wiebelskirchen (heute Varize) in Lothringen und war Amtmann von Sirck (heute Sierck-les-bains) und Bailli von Nancy. Sein Sohn Hartard war lothringischer Rat.
Edmund von Pallandt war zunächst Kanoniker zu Aachen, heiratete aber dann und bewohnte die Wildenburg. Nach seinem Tode bezog sein Bruder Reinhard die Burg. Dieser war Domherr und Oberster Archidiakon zu Trier, resignierte später und heiratete. Die von ihm 1562 in der Vorburg errichtete Pfarrkirche mit ihrem Sprengel verlor aber nach seinem Tode alle Rechte und sank wieder zur Kapelle innerhalb der Pfarrei Steinfeld herab. Da Reinhard von Pallandt resigniert und dann geheiratet hat, ist die einseitig gesteuerte Behauptung, er habe „nur illegitime Nachkommen“ hinterlassen unrichtig.
Floris I. von Pallandt wurde von Kaiser Karl V. selber zum Ritter geschlagen und stieg zum Grafen von Culemburg in den Niederlanden auf. Als er sich der Reformation anschloss, schleiften die Spanier sein Haus in Brüssel und errichteten dort eine Schandsäule.
Marsilius IV. von Pallandt stiftete einen schwarzen Marmorsarkophag zu Ehren des heiligen Aldericus in der Klosterkirche zu Füssenich, auf dem er all seine Titel vermerken ließ. In der Erinnerung des Volkes aber lebt er als der Hexenverfolger von 1628, dem zwölf Frauen und vier Männer zum Opfer fielen. Mit Marsilius IV. starb 1669 der letzte männliche Herr zu Wildenburg aus dem Hause Pallandt.
Letzter weltlicher Inhaber von Burg und Herrschaft Wildenburg war Graf Johann Friedrich von Schaesberg. Seine Titel zeigen seine bedeutende Stellung: kurpfälzischer Geheimrat, Obersthofkammerpräsident, Bergischer Landmarschall, Ritter des Hubertusordens, Amtmann zu Blankenberg und Oberster Stallmeister der Kurfürstin. Zum Preise von 40 000 Reichstalern verkaufte er 1715 die gesamte Herrschaft Wildenburg an die Abtei Steinfeld, welche bis zur Säkularisation im Besitz blieb.
Von den Äbten ist Christian Steinhewer hervorzuheben. Er war Dr. der Theologie und Rektor der Universität zu Köln. Unter dem letzten Abt Gilbert Surges erfolgte 1794 der Einmarsch der französischen Revolutionstruppen. Die Zeit der Feudalherrschaft war damit vorbei. Die Hauptburg wurde französisches Nationaleigentum, entging aber der Versteigerung, weil sie der 1803 neu gegründeten Pfarrei als Kirche und Pfarrhaus überlassen wurde.

## Der Herrschaftsbereich

### Das Kernland

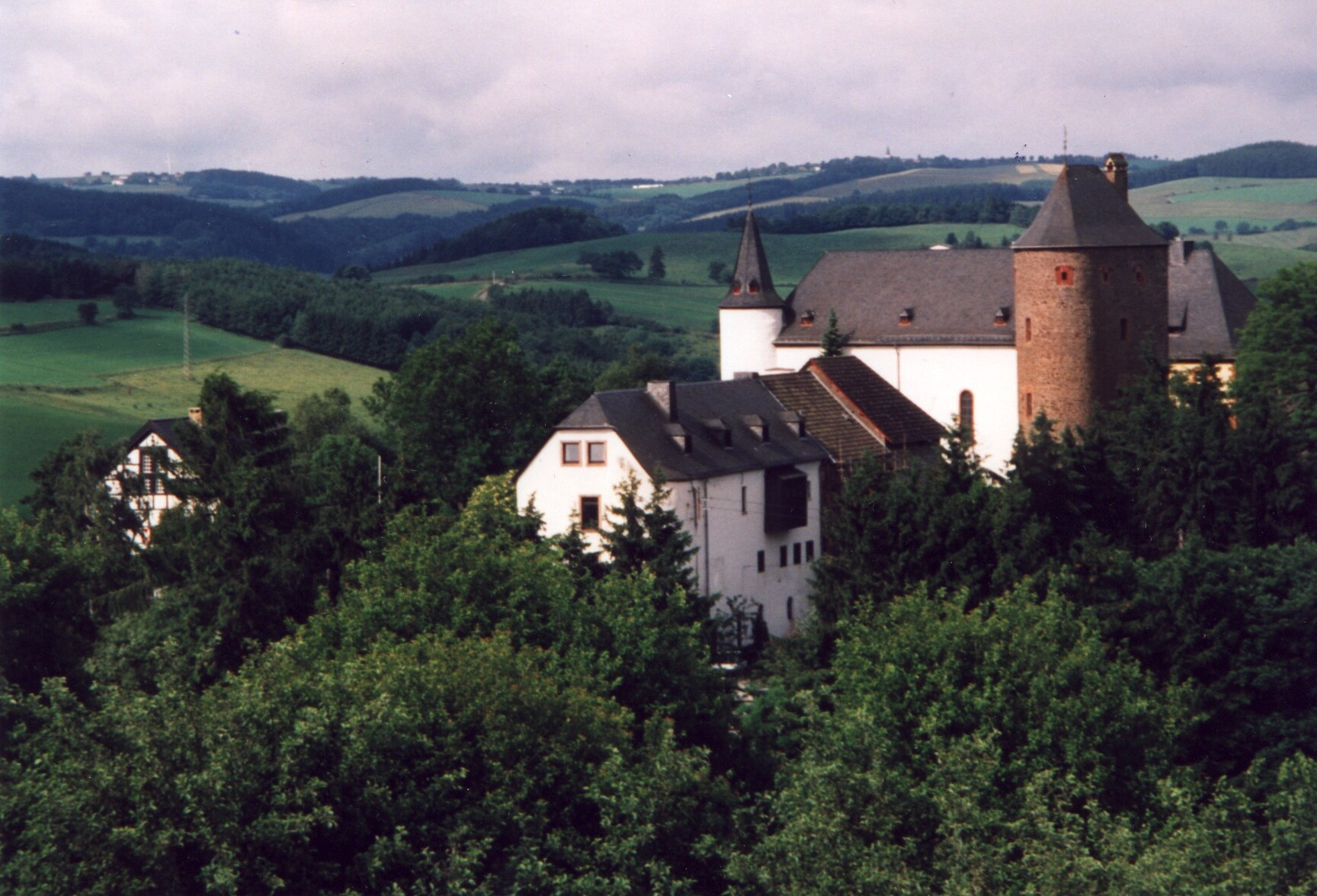
Wildenburg im Jahre 1997

Das Kernland mit der Burg umfasste die folgenden Siedlungen:
- Benenberg (teilweise)
- Bungenberg
- Dickerscheid
- Diefenbach (teilweise)
- Felser (teilweise)
- Felserhof
- Giescheid
- Gillenberg (teilweise)
- Hahnenberg
- Hecken
- Heiden
- Hescheld (teilweise)
- Hönningen (teilweise)
- Hormshausen (heute Teil von Krekel)
- Kamberg (teilweise)
- Kniphövel (bei Kreuzberg; wüst)
- Krekel (teilweise)
- Kreuzberg
- Manscheid (teilweise)
- Marmagen (teilweise)
- Miescheid
- Oberpreth
- Oberreifferscheid (teilweise)
- Oberschömbach
- Paulushof
- Pfeifershof
- Ramscheid
- Rodenbusch
- Scheidweiler (heute Teil von Ramscheid)
- Unterwolfert
- Wahlen (teilweise)
- Wiesen (teilweise)
- Wildenburg
- Winten
- Zingscheid (teilweise)

### Der Fernbesitz
Die Dynasten von Wildenberg verfügten über weitere Besitzungen und Herrschaftsrechte, die aber wegen des Tauschgeschäftes von 1335 nicht auf die Unterherren übergegangen sind.

#### Hunsrück, Mosel und Rhein

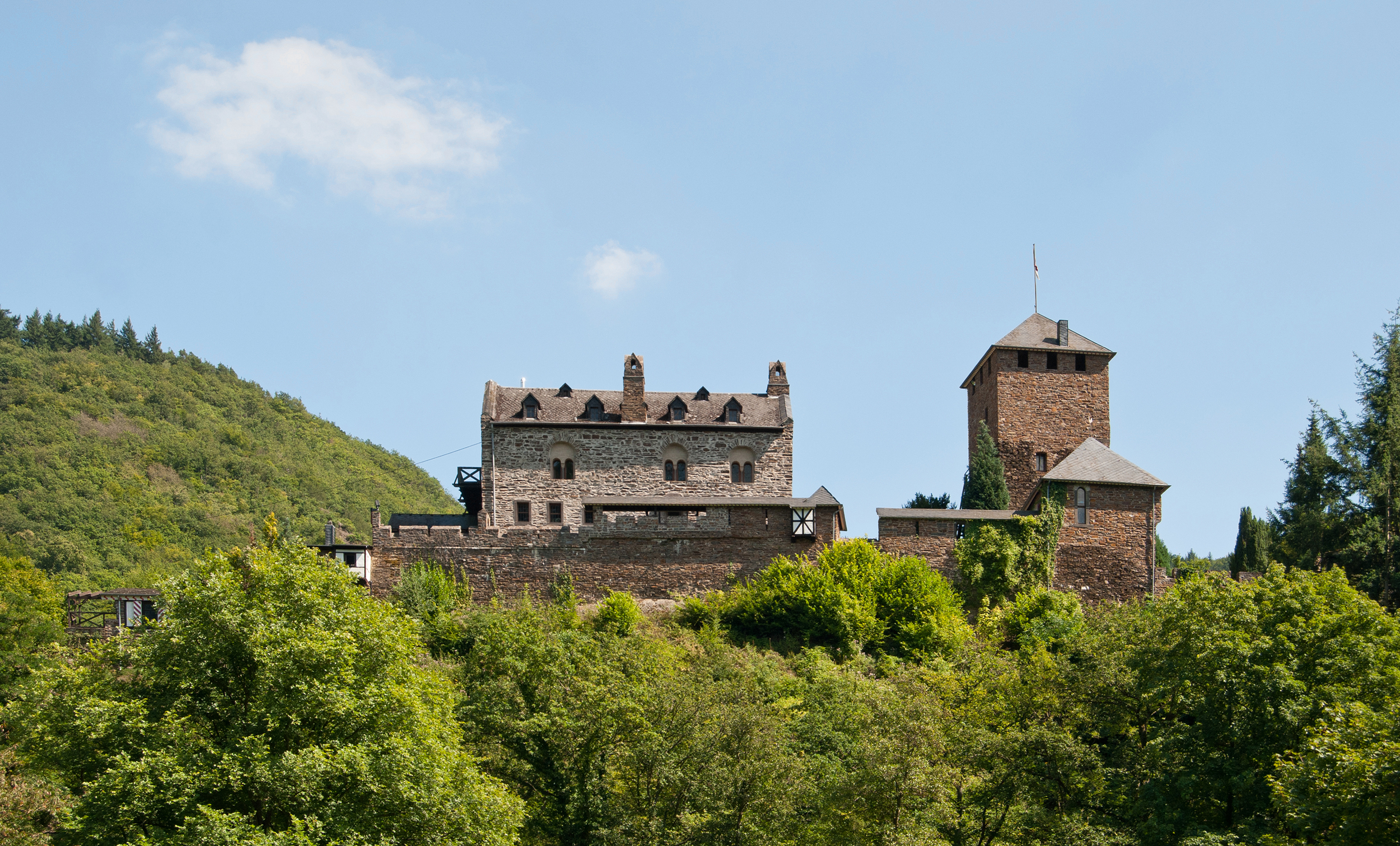
Wildburg bei Treis

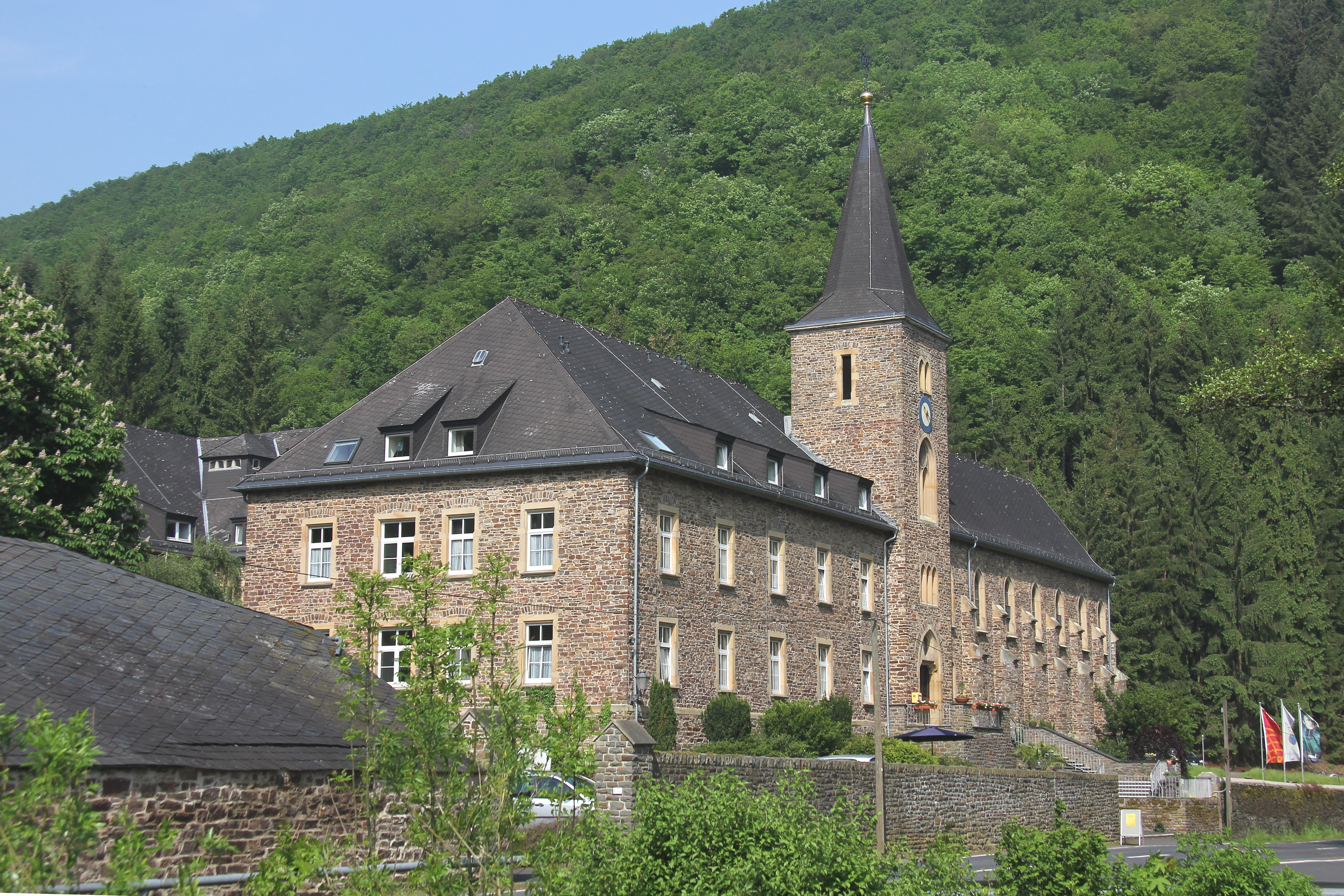
Kloster Maria Engelport

- Wildburg oder Wildenburg bei Treis
- Kloster Engelport
- Braunshorn
- Dommershausen
- Eveshausen
- Külzer Pflege
- Lieg
- Löf
- Mastershausen
- Merl
- Neef
- Neuhof bei Mengerschied
- Rode (nicht identifiziert)
- Senheim
- Viertälergemeinde (Bacharach, Diebach, Manubach, Steeg)
- Zell

#### Eifel
- Amel (heute in Belgien)
- Arzfeld
- Hillesheim
- Mürringen (heute in Belgien)